# Aron Emilsson
Robert Aron Emilsson (20 de fevereiro de 1990) é um político sueco e membro do Riksdag pelo Partido Democrata sueco.
Emilsson estudou filosofia e política na Universidade de Gotemburgo. Ele foi eleito para o Riksdag durante as eleições gerais suecas de 2014. No parlamento, fez parte da Comissão dos Assuntos Sociais e da Comissão da Cultura.